# Aneta Wojdyło
Aneta Wojdyło z d. Jarosławska – polska inżynier technologii żywności i żywienia, profesor nauk rolniczych, prorektor Uniwersytetu Przyrodniczego we Wrocławiu (2020–2024).

## Życiorys
W 2003 na Akademii Rolniczej we Wrocławiu uzyskała stopień doktora na podstawie rozprawy pt. „Zastosowanie polifenoli jako naturalnych przeciwutleniaczy w układzie modelowym i w żywności” (promotor – Jan Oszmiański). W 2011 habilitowała się na Uniwersytecie Przyrodniczym we Wrocławiu na podstawie dorobku naukowego, w tym dzieła „Ocena możliwości zastosowania owoców pigwy pospolitej w produkcji przetworów o wysokiej zawartości polifenolii i aktywności przeciwutleniającej”. W 2016 otrzymała tytuł profesora nauk rolniczych.
Zawodowo związana z Katedrą Technologii Owoców, Warzyw i Nutraceutyków Roślinnych Wydziału Biotechnologii i Nauk o Żywności Uniwersytetu Przyrodniczego we Wrocławiu. Prorektor ds. nauki i współpracy z zagranicą (kadencja 2020–2024).
Wśród wypromowanych przez nią doktorantów znalazł się Mirosława Teleszko (2014), Paulina Nowicka (2015), Karolina Tkacz (2022), Igor Piotr Turkiewicz (2022), Justyna Samoticha (2024), Marina Cano Lamadrid (2021, co-tutelle).
Członkini Komitetu Nauki o Żywieniu Człowieka Polskiej Akademii Nauk oraz Rady Narodowego Centrum Nauki w kadencji 2018–2022.